# Cia. Truks
A Cia. Truks - Teatro de Bonecos é uma companhia teatral brasileira criada em 1990 em São Paulo e que trabalha com a animação de bonecos inspirados no Bunraku, tradicional gênero teatral do Japão, ou seja,  os atores fazem a manipulação dos bonecos sem varas ou fios e à vista da plateia.
Apresenta seus espetáculos de repertório em teatros, escolas, instituições ou espaços alternativos de todo o Brasil, além de participar de mostras e festivais de teatro e teatro de animação no exterior. Paralelamente, ministra cursos e oficinas sobre técnicas de animação de bonecos, objetos e figuras, além de cursos sobre procedimentos dramatúrgicos para o teatro de animação. Eventualmente, atua na área publicitária, criando roteiros, bonecos e animações diversas para filmes e eventos afins.
A Cia. coordena o Centro de Estudos e Práticas do Teatro de Animação, projeto laureado pela Prefeitura de São Paulo - Secretaria Municipal da Cultura, por meio do Prêmio Teatro Cidadão.

## Técnica de trabalho
A Cia. Truks trabalha com a animação de bonecos inspirados no Bunraku, tradicional gênero teatral do Japão, documentado desde o século XVIII. Uma de suas características é a utilização de bonecos animados ao mesmo tempo por três atores, que não usam varas ou fios para dar vida às suas figuras, e o fazem absolutamente à vista da platéia.
A técnica, portanto, cria um contato direto das mãos do ator sobre o boneco, o que se convencionou chamar de "manipulação direta". Diferente da experiência ocidental, que teve como técnicas mais difundidas os bonecos de fios, varas ou luvas, movimentados por atores ocultos atrás de rotundas pretas de madeira ou pano, a chamada "Caixa Preta".

## Prêmios e indicações
1994 - Troféu Mambembe do Ministério da Cultura
- Venceu na Categoria Especial, por Truks: a Bruxinha.
- Indicado na categoria de Melhor Direção para Teatro Infantil, por Truks: a Bruxinha.

1996 - Prêmio Estímulo da Secretaria de Estado da  Cultural de São Paulo
- Recebeu o prêmio pelo projeto Cidade Azul.

1997 - Prêmio APCA da Associação Paulista de Críticos de Arte
Venceu nas categorias de Melhor Espetáculo para Crianças e Melhor texto para Teatro Infantil, por Cidade Azul.
1997 - Prêmio Coca Cola de Teatro Jovem
Venceu nas categorias de Melhor Espetáculo do Ano, Melhor Direção e Melhor Texto, por Cidade Azul.
1997 - Troféu Mambembe do Ministério da Cultura
Venceu na categoria Grupo Destaque do Teatro para Crianças
- Indicado nas categorias de Melhor Texto para Teatro Infantil e Melhor Direção para Teatro Infantil, por Cidade Azul.

1999 - Prêmio Coca Cola de Teatro Jovem
Venceu na categoria de Melhor Texto e Melhor Atriz, por O Senhor dos Sonhos.
2002 - Prêmio Coca Cola de Teatro Jovem
- Venceu na categoria de Melhor cenografia, por Vovô.

2002 - Prêmio do Festival Internacional de Teatro de Bonecos de Canela - RS
Venceu na categoria de Melhor Espetáculo, por O Senhor dos Sonhos.
2006 - Prêmio Coca Cola Femsa
- Venceu na categoria de Melhor Espetáculo Jovem, por Big Bang.
- Indicado nas categorias Especial, por Big Bang.
- Indicado na categoria de Melhor Cenografia, por Gigante

### Recepção crítica
O jornal Folha de S.Paulo qualifica a Cia.Truks como inovadora da linguagem teatral.
O jornal O Estado de S.Paulo menciona que quatro espetáculos voltados para o público adulto têm "qualidade inquestionável", mas que raramente conseguiram ser mostrados "por desinteresse traduzido em 'falta de agenda'".
O espetáculo O senhor dos sonhos foi classificado pelo jornal Estado de Minas como "sensível e delicado" e que a "ação direta dos atores representa elemento importante e indispensável à cena".